# Фокс, Артур
Артур Джордж Фокс (англ. Arthur George Fox; 9 сентября 1878, Каус, Юго-Восточная Англия — 17 августа 1958, Лос-Анджелес, Калифорния) — американский фехтовальщик, серебряный призёр летних Олимпийских игр 1904 года.
На Играх 1904 года в Сент-Луисе Фокс участвовал в трёх соревнованиях. В командном состязании рапиристов он занял второе место, выиграв серебряную медаль. В этой же индивидуальной дисциплине он занял последнее четвёртое место в полуфинале и последнюю пятую позицию на саблях.